# 공급충격
공급 충격(supply shock)이란 재화나 서비스의 가격이 갑자기 변화하는 것을 말한다. 이것은 특정 상품의 공급이 갑작스럽게 증가하거나 감소할 경우 발생한다. 이러한 급격한 변화는 균형 가격 영향을 끼친다.
부정적인 공급 충격(갑작스러운 공급 감소)은 가격을 상승시키고 총공급 곡선을 왼쪽으로 이동시킨다. 부정적인 공급 충격은 가격의 상승과 생산의 하락의 결합으로 인하여 스태그플레이션을 일으킬 수 있다.
긍정적인 공급 충격(공급의 증가)는 가격의 감소를 초래할 것이며 총공급 곡선을 오른쪽으로 이동시킨다. 긍정적인 공급 충격은 생산 효율성을 높이는 기술의 진보('기술 충격')로 인한 것일 수 있으며, 따라서 생산을 증가시킨다.

## 같이 보기
- 수요충격
- 수요와 공급
- 총수요
- 총공급